# ФД Горица
„Нова Горица“, известен още като „ХИТ“ (Горица), е футболен отбор от гр. Нова Горица, Словения.
Играе със синьо-бял екип. Към юли 2012 г. треньор на отбора е Миран Сребърнич.

## Стадион
Стадионът на отбора се казва Спортни Парк. Той има капацитет от 3066 места.

## История
Клубът е основан през 1947 г. като НК „Возила Горица“. През 1993 г. е преименуван на НД „ХИТ“ (Горица).

## Успехи
- Шампион на Словения: 1996, 2004, 2005, 2006
- Купа на Словения: 2001, 2002
- Суперкупа на Словения: 1996

## Бивши играчи
- Исмет Муниши
- Артим Шакири